# Pseudotropheus elongatus
Pseudotropheus elongatus és una espècie de peix de la família dels cíclids i de l'ordre dels perciformes que es troba a l'Àfrica oriental: és una espècie de peix endèmica del llac Malawi.
Els mascles poden assolir els 9,5 cm de longitud total.